# Olympische Jugend-Winterspiele 2020/Teilnehmer (Belarus)
| Gelbes Symbol für Goldmedaillen mit stilisierten Olympischen Ringen | Graues Symbol für Silbermedaillen mit stilisierten Olympischen Ringen | Braundes Symbol für Bronzemedaillen mit stilisierten Olympischen Ringen |
| ------------------------------------------------------------------- | --------------------------------------------------------------------- | ----------------------------------------------------------------------- |
| —                                                                   | —                                                                     | 1                                                                       |

Belarus nahm an den Olympischen Jugend-Winterspielen 2020 im Schweizerischen Lausanne mit 19 Athleten (12 Jungen und 7 Mädchen) in 5 Sportarten teil.

## Medaillen

### Medaillenspiegel
| Rang   | Sportart | Gold | Silber | Bronze | Gesamt |
| ------ | -------- | ---- | ------ | ------ | ------ |
| 1      | Biathlon | —    | —      | 1      | 1      |
| Gesamt | Gesamt   | 0    | 0      | 1      | 1      |

### Medaillengewinner
| Name/n              | Sportart  | Wettkampf          |
| ------------------- | --------- | ------------------ |
| Gold                |           |                    |
| Illja Korsun 1      | Eishockey | 3×3 Turnier Jungen |
| Bronze              |           |                    |
| Julija Kawaleuskaja | Biathlon  | 10 km Einzel       |

## Teilnehmer nach Sportarten

### Biathlon
| Athleten                                                                  | Wettbewerbe          | Zeit        | Fehler       | Rang   |
| ------------------------------------------------------------------------- | -------------------- | ----------- | ------------ | ------ |
| Jungen                                                                    |                      |             |              |        |
| Kanstanzin Baburau                                                        | 7,5 km Sprint        | 22:21,3 min | 3 (1+2)      | 45     |
| Kanstanzin Baburau                                                        | 12 km Einzel         | 39:09,4 min | 5 (1+2+1+1)  | 40     |
| Andrej Haurosch                                                           | 7,5 km Sprint        | 20:17,4 min | 1 (0+1)      | 10     |
| Andrej Haurosch                                                           | 12 km Einzel         | 38:15,4 min | 4 (1+1+0+2)  | 29     |
| Arzjom Krylenka                                                           | 23:47,0 min          | 5 (2+3)     | 74           |        |
| Arzjom Krylenka                                                           | 12 km Einzel         | 40:09,2 min | 5 (2+0+2+1)  | 52     |
| Mädchen                                                                   |                      |             |              |        |
| Darja Kabischawa                                                          | 6 km Sprint          | 21:35,5 min | 2 (2+0)      | 54     |
| Darja Kabischawa                                                          | 10 km Einzel         | 38:53,3 min | 5 (1+2+0+2)  | 45     |
| Julija Kawaleuskaja                                                       | 6 km Sprint          | 19:57,9 min | 3 (2+1)      | 17     |
| Julija Kawaleuskaja                                                       | 10 km Einzel         | 33:59,5 min | 3 (0+2+1+0)  | Bronze |
| Wiktoryja Schaschkowa                                                     | 6 km Sprint          | 22:16,9 min | 5 (3+2)      | 67     |
| Wiktoryja Schaschkowa                                                     | 10 km Einzel         | 45:12,6 min | 13 (5+4+2+2) | 84     |
| Mixed                                                                     |                      |             |              |        |
| Julija Kawaleuskaja Andrej Haurosch                                       | Single Mixed-Staffel | 44:33,9 min | 0+6 2+8      | 12     |
| Darja Kabischawa Wiktoryja Schaschkowa Kanstanzin Baburau Andrej Haurosch | Mixed-Staffel        | 1:19:25,3 h | 3+7 1+8      | 17     |

### Eishockey
| Mannschaft     | Athleten | Vorrunde       | Vorrunde  | Halbfinale     | Halbfinale    | Finale/Spiel um Bronze        | Finale/Spiel um Bronze | Rang |
| Mannschaft     | Athleten | Gegner         | Ergebnis  | Gegner         | Ergebnis      | Gegner                        | Ergebnis               | Rang |
| -------------- | --- | -------------- | --------- | -------------- | ------------- | ----------------------------- | ---------------------- | ---- |
| Jungen         | |                |           |                |               |                               |                        |      |
| _ Team Gelb    | Tibo Van Reeth Csongor Antal Yassin Soubra Tommaso Madaschi David Guilabert Ryan Kolgen Miha Beričič Andrej Muraschko Oskar Bakkevig Šimon Slavíček Daniel Valencia Loris Uberti Lukas Heuberger            | _ Team Grün    | 5:10      | ausgeschieden  | ausgeschieden | ausgeschieden                 | ausgeschieden          | 7    |
| _ Team Gelb    | Tibo Van Reeth Csongor Antal Yassin Soubra Tommaso Madaschi David Guilabert Ryan Kolgen Miha Beričič Andrej Muraschko Oskar Bakkevig Šimon Slavíček Daniel Valencia Loris Uberti Lukas Heuberger            | _ Team Grau    | 8:11      | ausgeschieden  | ausgeschieden | ausgeschieden                 | ausgeschieden          | 7    |
| _ Team Gelb    | Tibo Van Reeth Csongor Antal Yassin Soubra Tommaso Madaschi David Guilabert Ryan Kolgen Miha Beričič Andrej Muraschko Oskar Bakkevig Šimon Slavíček Daniel Valencia Loris Uberti Lukas Heuberger            | _ Team Orange  | 9:4       | ausgeschieden  | ausgeschieden | ausgeschieden                 | ausgeschieden          | 7    |
| _ Team Gelb    | Tibo Van Reeth Csongor Antal Yassin Soubra Tommaso Madaschi David Guilabert Ryan Kolgen Miha Beričič Andrej Muraschko Oskar Bakkevig Šimon Slavíček Daniel Valencia Loris Uberti Lukas Heuberger            | _ Team Schwarz | 7:19      | ausgeschieden  | ausgeschieden | ausgeschieden                 | ausgeschieden          | 7    |
| _ Team Gelb    | Tibo Van Reeth Csongor Antal Yassin Soubra Tommaso Madaschi David Guilabert Ryan Kolgen Miha Beričič Andrej Muraschko Oskar Bakkevig Šimon Slavíček Daniel Valencia Loris Uberti Lukas Heuberger            | _ Team Blau    | 13:8      | ausgeschieden  | ausgeschieden | ausgeschieden                 | ausgeschieden          | 7    |
| _ Team Gelb    | Tibo Van Reeth Csongor Antal Yassin Soubra Tommaso Madaschi David Guilabert Ryan Kolgen Miha Beričič Andrej Muraschko Oskar Bakkevig Šimon Slavíček Daniel Valencia Loris Uberti Lukas Heuberger            | _ Team Rot     | 13:15     | ausgeschieden  | ausgeschieden | ausgeschieden                 | ausgeschieden          | 7    |
| _ Team Gelb    | Tibo Van Reeth Csongor Antal Yassin Soubra Tommaso Madaschi David Guilabert Ryan Kolgen Miha Beričič Andrej Muraschko Oskar Bakkevig Šimon Slavíček Daniel Valencia Loris Uberti Lukas Heuberger            | _ Team Braun   | 6:8       | ausgeschieden  | ausgeschieden | ausgeschieden                 | ausgeschieden          | 7    |
| _ Team Grün    | Nicolas Elgas Artjom Pronitschkin Nathan Nicoud Wolodymyr Troschkin Pablo González Maks Perčič Yam Yau Alessandro Segafredo Illja Korsun Marek Potšinok Patrik Dalen Levente Hegedűs Štěpán Maleček         | _ Team Gelb    | 10:5      | _ Team Schwarz | 7:3           | _ Team Rot                    | 10:4                   | Gold |
| _ Team Grün    | Nicolas Elgas Artjom Pronitschkin Nathan Nicoud Wolodymyr Troschkin Pablo González Maks Perčič Yam Yau Alessandro Segafredo Illja Korsun Marek Potšinok Patrik Dalen Levente Hegedűs Štěpán Maleček         | _ Team Braun   | 8:6       | _ Team Schwarz | 7:3           | _ Team Rot                    | 10:4                   | Gold |
| _ Team Grün    | Nicolas Elgas Artjom Pronitschkin Nathan Nicoud Wolodymyr Troschkin Pablo González Maks Perčič Yam Yau Alessandro Segafredo Illja Korsun Marek Potšinok Patrik Dalen Levente Hegedűs Štěpán Maleček         | _ Team Rot     | 9:8 n. V. | _ Team Schwarz | 7:3           | _ Team Rot                    | 10:4                   | Gold |
| _ Team Grün    | Nicolas Elgas Artjom Pronitschkin Nathan Nicoud Wolodymyr Troschkin Pablo González Maks Perčič Yam Yau Alessandro Segafredo Illja Korsun Marek Potšinok Patrik Dalen Levente Hegedűs Štěpán Maleček         | _ Team Blau    | 11:6      | _ Team Schwarz | 7:3           | _ Team Rot                    | 10:4                   | Gold |
| _ Team Grün    | Nicolas Elgas Artjom Pronitschkin Nathan Nicoud Wolodymyr Troschkin Pablo González Maks Perčič Yam Yau Alessandro Segafredo Illja Korsun Marek Potšinok Patrik Dalen Levente Hegedűs Štěpán Maleček         | _ Team Grau    | 14:6      | _ Team Schwarz | 7:3           | _ Team Rot                    | 10:4                   | Gold |
| _ Team Grün    | Nicolas Elgas Artjom Pronitschkin Nathan Nicoud Wolodymyr Troschkin Pablo González Maks Perčič Yam Yau Alessandro Segafredo Illja Korsun Marek Potšinok Patrik Dalen Levente Hegedűs Štěpán Maleček         | _ Team Orange  | 8:6       | _ Team Schwarz | 7:3           | _ Team Rot                    | 10:4                   | Gold |
| _ Team Grün    | Nicolas Elgas Artjom Pronitschkin Nathan Nicoud Wolodymyr Troschkin Pablo González Maks Perčič Yam Yau Alessandro Segafredo Illja Korsun Marek Potšinok Patrik Dalen Levente Hegedűs Štěpán Maleček         | _ Team Schwarz | 4:6       | _ Team Schwarz | 7:3           | _ Team Rot                    | 10:4                   | Gold |
| _ Team Orange  | Matthew Hamnett Jakub Michalski Diego Rodríguez Tomoyoshi Yuki Nicolò Remolato Jack Lewis Kim Sang-yeob Jonas Dobnig Roman Kechter Márk Weidemann Leni Michellod Iwan Nowoschilow Jan Schostak              | _ Team Rot     | 8:6       | ausgeschieden  | ausgeschieden | ausgeschieden                 | ausgeschieden          | 6    |
| _ Team Orange  | Matthew Hamnett Jakub Michalski Diego Rodríguez Tomoyoshi Yuki Nicolò Remolato Jack Lewis Kim Sang-yeob Jonas Dobnig Roman Kechter Márk Weidemann Leni Michellod Iwan Nowoschilow Jan Schostak              | _ Team Blau    | 12:1      | ausgeschieden  | ausgeschieden | ausgeschieden                 | ausgeschieden          | 6    |
| _ Team Orange  | Matthew Hamnett Jakub Michalski Diego Rodríguez Tomoyoshi Yuki Nicolò Remolato Jack Lewis Kim Sang-yeob Jonas Dobnig Roman Kechter Márk Weidemann Leni Michellod Iwan Nowoschilow Jan Schostak              | _ Team Gelb    | 4:9       | ausgeschieden  | ausgeschieden | ausgeschieden                 | ausgeschieden          | 6    |
| _ Team Orange  | Matthew Hamnett Jakub Michalski Diego Rodríguez Tomoyoshi Yuki Nicolò Remolato Jack Lewis Kim Sang-yeob Jonas Dobnig Roman Kechter Márk Weidemann Leni Michellod Iwan Nowoschilow Jan Schostak              | _ Team Braun   | 10:14     | ausgeschieden  | ausgeschieden | ausgeschieden                 | ausgeschieden          | 6    |
| _ Team Orange  | Matthew Hamnett Jakub Michalski Diego Rodríguez Tomoyoshi Yuki Nicolò Remolato Jack Lewis Kim Sang-yeob Jonas Dobnig Roman Kechter Márk Weidemann Leni Michellod Iwan Nowoschilow Jan Schostak              | _ Team Schwarz | 14:8      | ausgeschieden  | ausgeschieden | ausgeschieden                 | ausgeschieden          | 6    |
| _ Team Orange  | Matthew Hamnett Jakub Michalski Diego Rodríguez Tomoyoshi Yuki Nicolò Remolato Jack Lewis Kim Sang-yeob Jonas Dobnig Roman Kechter Márk Weidemann Leni Michellod Iwan Nowoschilow Jan Schostak              | _ Team Grün    | 6:8       | ausgeschieden  | ausgeschieden | ausgeschieden                 | ausgeschieden          | 6    |
| _ Team Orange  | Matthew Hamnett Jakub Michalski Diego Rodríguez Tomoyoshi Yuki Nicolò Remolato Jack Lewis Kim Sang-yeob Jonas Dobnig Roman Kechter Márk Weidemann Leni Michellod Iwan Nowoschilow Jan Schostak              | _ Team Grau    | 2:5       | ausgeschieden  | ausgeschieden | ausgeschieden                 | ausgeschieden          | 6    |
| _ Team Schwarz | Ruben Esposito Lukas Floriantschitz Kerem Alsan Jaroslaw Labutkin Yu Jiacong Corné van Stuijvenberg Wataru Suzuki Adam Sýkora Dominik Pavlata Linas Dėdinas Daniil Karpowitsch Kalle Varis Matthias Rindone | _ Team Braun   | 7:6       | _ Team Grün    | 3:7           | Spiel um Bronze: _ Team Braun | 5:6                    | 4    |
| _ Team Schwarz | Ruben Esposito Lukas Floriantschitz Kerem Alsan Jaroslaw Labutkin Yu Jiacong Corné van Stuijvenberg Wataru Suzuki Adam Sýkora Dominik Pavlata Linas Dėdinas Daniil Karpowitsch Kalle Varis Matthias Rindone | _ Team Rot     | 5:4       | _ Team Grün    | 3:7           | Spiel um Bronze: _ Team Braun | 5:6                    | 4    |
| _ Team Schwarz | Ruben Esposito Lukas Floriantschitz Kerem Alsan Jaroslaw Labutkin Yu Jiacong Corné van Stuijvenberg Wataru Suzuki Adam Sýkora Dominik Pavlata Linas Dėdinas Daniil Karpowitsch Kalle Varis Matthias Rindone | _ Team Blau    | 4:8       | _ Team Grün    | 3:7           | Spiel um Bronze: _ Team Braun | 5:6                    | 4    |
| _ Team Schwarz | Ruben Esposito Lukas Floriantschitz Kerem Alsan Jaroslaw Labutkin Yu Jiacong Corné van Stuijvenberg Wataru Suzuki Adam Sýkora Dominik Pavlata Linas Dėdinas Daniil Karpowitsch Kalle Varis Matthias Rindone | _ Team Gelb    | 7:2       | _ Team Grün    | 3:7           | Spiel um Bronze: _ Team Braun | 5:6                    | 4    |
| _ Team Schwarz | Ruben Esposito Lukas Floriantschitz Kerem Alsan Jaroslaw Labutkin Yu Jiacong Corné van Stuijvenberg Wataru Suzuki Adam Sýkora Dominik Pavlata Linas Dėdinas Daniil Karpowitsch Kalle Varis Matthias Rindone | _ Team Orange  | 8:14      | _ Team Grün    | 3:7           | Spiel um Bronze: _ Team Braun | 5:6                    | 4    |
| _ Team Schwarz | Ruben Esposito Lukas Floriantschitz Kerem Alsan Jaroslaw Labutkin Yu Jiacong Corné van Stuijvenberg Wataru Suzuki Adam Sýkora Dominik Pavlata Linas Dėdinas Daniil Karpowitsch Kalle Varis Matthias Rindone | _ Team Grau    | 16:8      | _ Team Grün    | 3:7           | Spiel um Bronze: _ Team Braun | 5:6                    | 4    |
| _ Team Schwarz | Ruben Esposito Lukas Floriantschitz Kerem Alsan Jaroslaw Labutkin Yu Jiacong Corné van Stuijvenberg Wataru Suzuki Adam Sýkora Dominik Pavlata Linas Dėdinas Daniil Karpowitsch Kalle Varis Matthias Rindone | _ Team Grün    | 6:4       | _ Team Grün    | 3:7           | Spiel um Bronze: _ Team Braun | 5:6                    | 4    |

### Eisschnelllauf
| Athleten                                                                 | Wettbewerbe | Zeit        | Rang |
| ------------------------------------------------------------------------ | ----------- | ----------- | ---- |
| Jungen                                                                   |             |             |      |
| Maks Fjodarau                                                            | 500 m       | 39,65 s     | 25   |
| Maks Fjodarau                                                            | 1500 m      | 2:01.76     | 17   |
| Andrej Herman                                                            | 500 m       | 40,35 s     | 27   |
| Andrej Herman                                                            | 1500 m      | 2:00.50     | 15   |
| Mädchen                                                                  |             |             |      |
| Warwara Bandaryna                                                        | 500 m       | 44,06 s     | 26   |
| Warwara Bandaryna                                                        | 1500 m      | 2:24.61     | 28   |
| Karyna Schypulja                                                         | 500 m       | 43,70 s     | 20   |
| Karyna Schypulja                                                         | 1500 m      | 2:20.08     | 19   |
| Mixed                                                                    |             |             |      |
| Team 1 Kateřina Macháčková Isabel Grevelt Maks Fjodarau Felix Motschmann | Teamsprint  | 2:08,16 min | 9    |
| Team 2 Zuzana Kuršová Wang Jingyi Manuel Zähringer Andrej Herman         | Teamsprint  | 2:09,32 min | 11   |
| Team 7 Warwara Bandaryna Myrthe de Boer Lukáš Steklý Yudai Yamamoto      | Teamsprint  | 2:06,80 min | 5    |
| Team 13 Karyna Schypulja Alina Dauranova Xue Zhiwen Diego Amaya Martínez | Teamsprint  | DSQ         | DSQ  |

| Athleten          | Wettbewerbe | Halbfinale | Halbfinale  | Halbfinale | Finale        | Finale        | Finale        | Rang          |
| Athleten          | Wettbewerbe | Punkte     | Zeit        | Rang       | Punkte        | Zeit          | Rang          | Rang          |
| ----------------- | ----------- | ---------- | ----------- | ---------- | ------------- | ------------- | ------------- | ------------- |
| Jungen            |             |            |             |            |               |               |               |               |
| Maks Fjodarau     | Massenstart | 1          | 6:25,95 min | 8          | 6             | 6:43,41 min   | 4             | 4             |
| Andrej Herman     | Massenstart | 0          | 6:34,96 min | 12         | ausgeschieden | ausgeschieden | ausgeschieden | ausgeschieden |
| Mädchen           |             |            |             |            |               |               |               |               |
| Warwara Bandaryna | Massenstart | 3          | 7:03,60 min | 8          | 5             | 7:24,05 min   | 4             | 4             |
| Karyna Schypulja  | Massenstart | 1          | 6:17,10 min | 9          | ausgeschieden | ausgeschieden | ausgeschieden | ausgeschieden |

### Ski Alpin
| Athleten          | Wettbewerbe  | 1. Lauf     | 1. Lauf | 2. Lauf     | 2. Lauf | Gesamt      | Gesamt |
| Athleten          | Wettbewerbe  | Zeit        | Rang    | Zeit        | Rang    | Zeit        | Rang   |
| ----------------- | ------------ | ----------- | ------- | ----------- | ------- | ----------- | ------ |
| Jungen            |              |             |         |             |         |             |        |
| Maksim Dawydouski | Riesenslalom | 1:17,65 min | 55      | 1:16,47 min | 48      | 2:34,12 min | 49     |
| Maksim Dawydouski | Slalom       | DNF         | DNF     | DNF         | DNF     | DNF         | DNF    |

### Skilanglauf
| Athleten           | Wettbewerbe     | Qualifikation | Qualifikation | Viertelfinale | Viertelfinale | Halbfinale    | Halbfinale    | Finale        | Finale        | Rang |
| Athleten           | Wettbewerbe     | Zeit          | Rang          | Zeit          | Rang          | Zeit          | Rang          | Zeit          | Rang          | Rang |
| ------------------ | --------------- | ------------- | ------------- | ------------- | ------------- | ------------- | ------------- | ------------- | ------------- | ---- |
| Jungen             |                 |               |               |               |               |               |               |               |               |      |
| Michail Marosau    | 10 km klassisch | –             | –             | –             | –             | –             | –             | 31:13,1 min   | 54            | 54   |
| Michail Marosau    | Sprint Freistil | 3:51,55 min   | 68            | ausgeschieden | ausgeschieden | ausgeschieden | ausgeschieden | ausgeschieden | ausgeschieden | 68   |
| Michail Marosau    | Langlauf-Cross  | 5:21,19 min   | 74            | –             | –             | ausgeschieden | ausgeschieden | ausgeschieden | ausgeschieden | 74   |
| Hleb Schakel       | 10 km klassisch | –             | –             | –             | –             | –             | –             | 32:00,1 min   | 60            | 60   |
| Hleb Schakel       | Sprint Freistil | 3:28,28 min   | 32            | ausgeschieden | ausgeschieden | ausgeschieden | ausgeschieden | ausgeschieden | ausgeschieden | 32   |
| Hleb Schakel       | Langlauf-Cross  | 4:35,59 min   | 27            | –             | –             | 4:32,16 min   | 7             | ausgeschieden | ausgeschieden | 21   |
| Mädchen            |                 |               |               |               |               |               |               |               |               |      |
| Hanna Matschachina | 5 km klassisch  | –             | –             | –             | –             | –             | –             | 16:27,2 min   | 39            | 39   |
| Hanna Matschachina | Sprint Freistil | 3:07,07 min   | 50            | ausgeschieden | ausgeschieden | ausgeschieden | ausgeschieden | ausgeschieden | ausgeschieden | 50   |
| Hanna Matschachina | Langlauf-Cross  | 5:32,88 min   | 40            | –             | –             | ausgeschieden | ausgeschieden | ausgeschieden | ausgeschieden | 40   |
| Darja Majorawa     | 5 km klassisch  | –             | –             | –             | –             | –             | –             | 17:59,8 min   | 58            | 58   |
| Darja Majorawa     | Sprint Freistil | 3:14,30 min   | 59            | ausgeschieden | ausgeschieden | ausgeschieden | ausgeschieden | ausgeschieden | ausgeschieden | 59   |
| Darja Majorawa     | Langlauf-Cross  | 6:32,09 min   | 71            | –             | –             | ausgeschieden | ausgeschieden | ausgeschieden | ausgeschieden | 71   |